# Свет који нестаје
Свет који нестаје је југословенски документарни филм из 1987. године. Сценарио, камера, текст и режију је урадио Петар Лаловић.

## Радња
Кад дивља свиња донесе на свет тринаест прасади, она тада „тринаесто прасе“ одбацује јер оно нема место за сисање и оно најчешће угине. Ова документарна драма из животињског света прича о суровости природе према нежељеном „тринаестом прасету“ које смо у филму назвали Гиле – баксуз. Ипак, одбаченог Гилета прихвата и пружа му уточиште једна друга животињска врста, срна и њено лане.

## Награде
- Велика златна медаља, Београд.[1]
- Милтон Манаки, златна плакета за најбољи филм, Битољ.
- Награда „Premio Prato Europa - Ambiente“, Фиренца.

## Улоге
| Глумац     | Улога       |
| ---------- | ----------- |
| Петар Краљ | као наратор |